# Stazione di Samassi-Serrenti
La stazione di Samassi-Serrenti, già stazione di Samassi, è una stazione ferroviaria situata nel comune di Samassi, al servizio di quest'ultimo centro e di quello di Serrenti, posta lungo la ferrovia Cagliari-Golfo Aranci.

## Storia
La stazione fu realizzata dalla Compagnia Reale delle Ferrovie Sarde, e fu inaugurata il 4 settembre 1871, data di attivazione del tronco Villasor-San Gavino Monreale della Dorsale Sarda, in corso di costruzione in quei decenni. In origine la stazione portava il solo nome dell'abitato di Samassi, nel cui territorio è situato l'impianto, ma nei primi decenni del Novecento venne stabilita la doppia denominazione dell'impianto, affiancando a Samassi il nome del vicino centro di Serrenti, distante circa 6 km dallo scalo. Stando alla dichiarazione per i venticinque anni di attività delle Ferrovie Reali, importanti migliorie furono apportate allo scalo nel 1883.
L'impianto nel 1920 venne acquisito dalle Ferrovie dello Stato, che da allora gestisce l'impianto, dal 2001 tramite la società controllata RFI. Sotto questa gestione negli anni ottanta la stazione fu attrezzata con le catenarie per l'alimentazione elettrica, dato che l'impianto era compreso lungo il tronco tra le stazioni di Villasor-Sanluri Stato, sul cui percorso vennero svolti alcuni dei test del progetto di elettrificazione a corrente alternata della rete FS sarda, poi abbandonato nel 1990.
Dalla metà degli anni duemila la stazione è stata interessata a lavori di adattamento degli impianti, correlati al raddoppio dei binari sulla Cagliari-Golfo Aranci tra Decimomannu e San Gavino Monreale. I lavori hanno portato all'adattamento di binari (ridotti a 2) e banchine e alla realizzazione di un sovrappassaggio pedonale per adeguare l'impianto al funzionamento su linea a doppio binario. In occasione dei lavori fu dismesso inoltre lo scalo merci dell'impianto, negli ultimi anni di attività in uso solo stagionalmente.

## Strutture e impianti

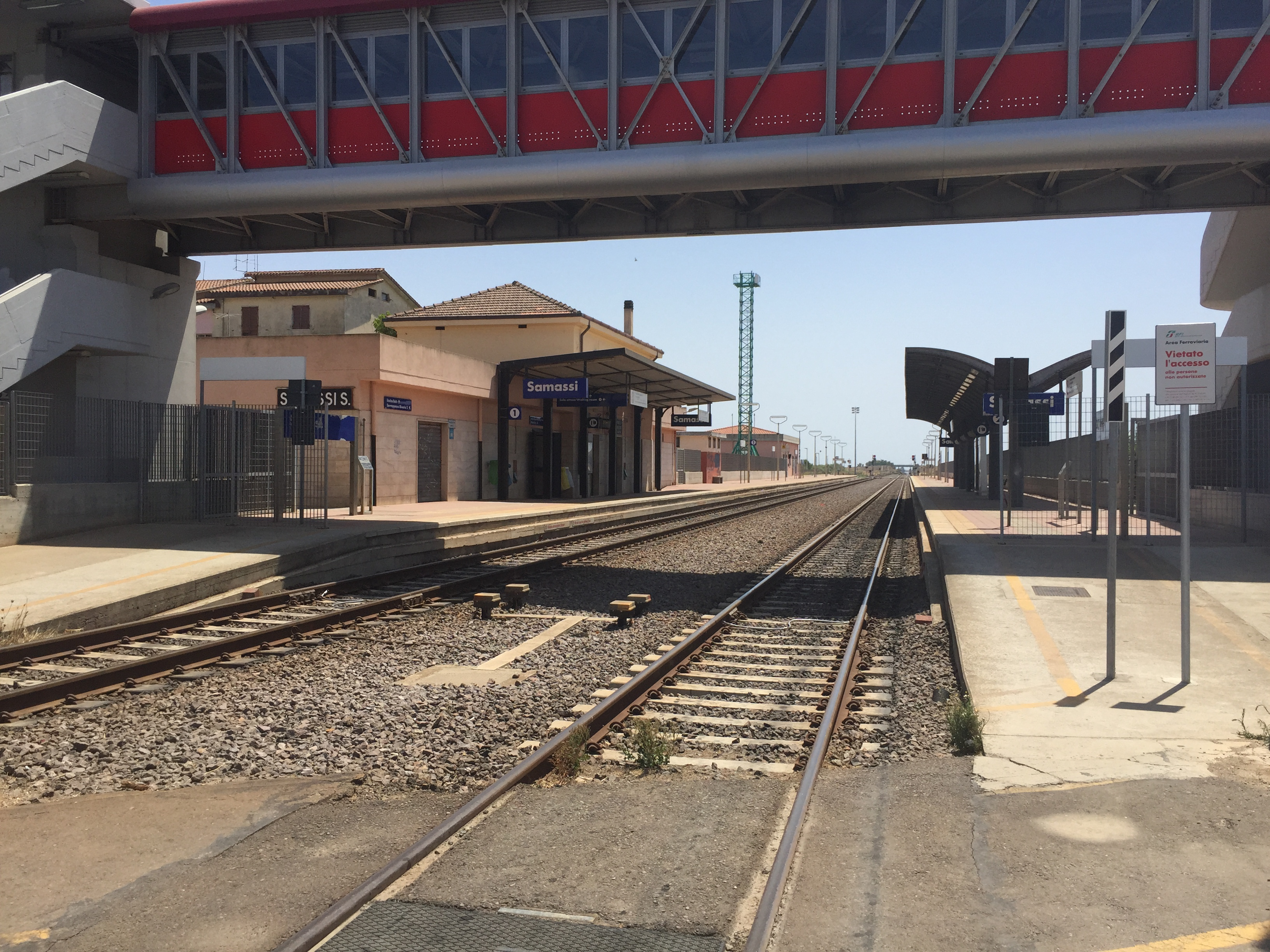
L'interno dell'impianto, visto dal passaggio a livello di via Sanluri

La stazione, situata nella zona ovest di Samassi, è costruita lungo la ferrovia Cagliari-Golfo Aranci, ed è compresa nel tronco a doppio binario tra gli scali di San Gavino e Cagliari. 
L'infrastruttura ferroviaria consiste nel 2015 in due binari per il servizio passeggeri, ognuno dotato di una propria banchina. In precedenza un terzo binario si affiancava ai due ancora presenti, inoltre a nord del fabbricato viaggiatori, oltre il passaggio a livello di via Sanluri, si trovava anche uno scalo merci, dotato di un suo fascio binari e di un piano caricatore, successivamente dismesso.

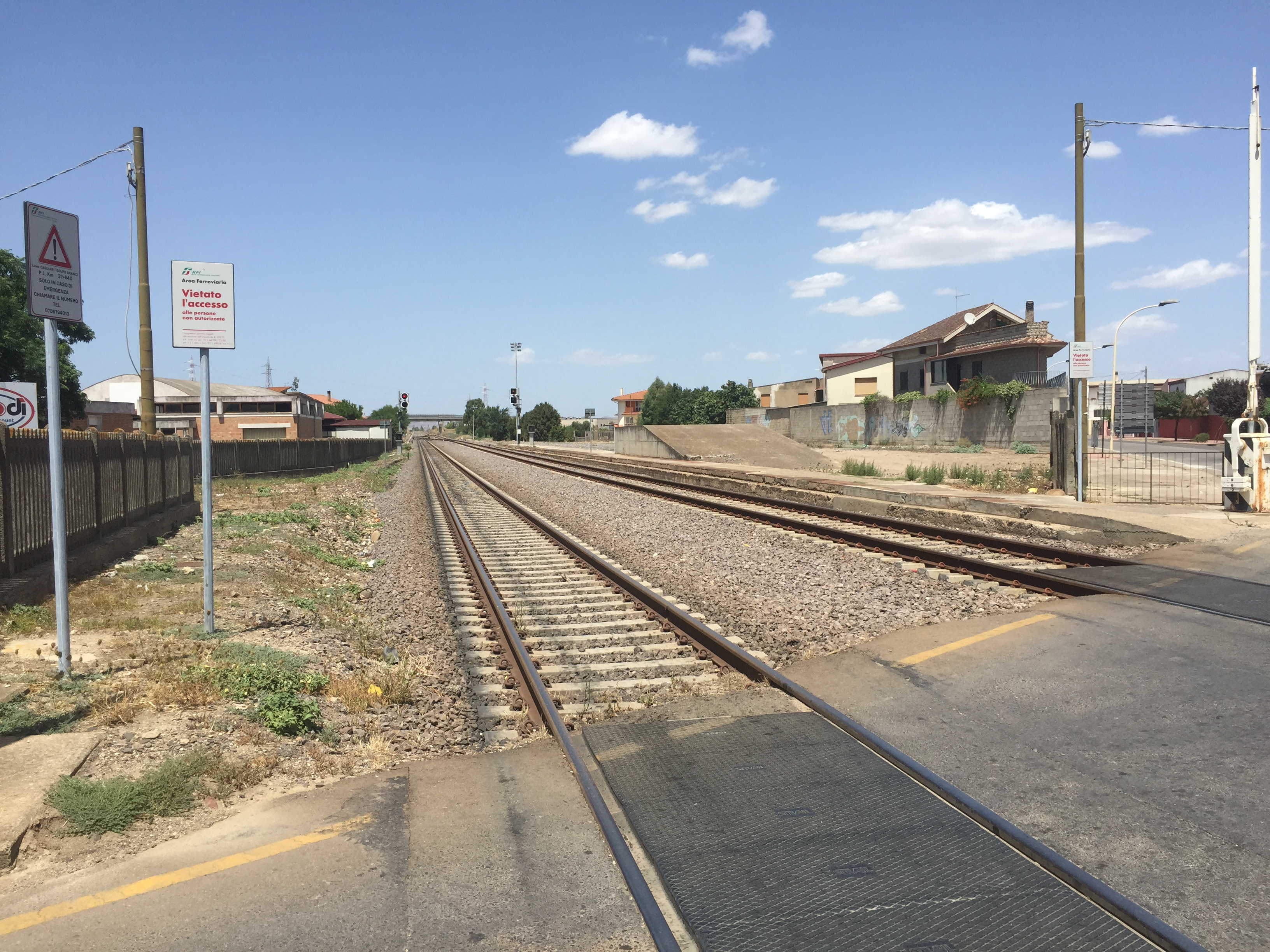
I binari in uscita in direzione Golfo Aranci, con sulla destra il piano caricatore dell'ex scalo merci

Per quanto riguarda gli edifici di stazione il maggiore è il fabbricato viaggiatori, che si compone di una parte centrale a pianta rettangolare estesa su due piani più tetto a falde in laterizi, con in aggiunta due corpi laterali (aggiunti in un secondo momento) estesi solo sul piano terra (più terrazzino). Solo i locali al piano terra sono tuttavia in uso per gli scopi ferroviari, mentre gli ambienti del primo piano sono stati riconvertiti ad abitazioni private. A sud del fabbricato viaggiatori trovano posto il piccolo edificio dei servizi igienici, più due ulteriori fabbricati di servizio.
La gestione del movimento nell'impianto non avviene in loco, ma da Cagliari, ad opera del locale DCO, l'impianto inoltre non è presenziato.

## Movimento
L'impianto è attivo per il solo servizio passeggeri, ed è raggiunto dai treni regionali di Trenitalia espletati per conto della Regione Autonoma della Sardegna, e colleganti lo scalo con le altre destinazioni poste lungo la Cagliari-Golfo Aranci e sulla ferrovia Ozieri Chilivani-Porto Torres.

## Servizi
La stazione, classificata commercialmente da RFI nella categoria "bronze", è accessibile all'utenza portatrice di handicap di tipo motorio, visivo ed uditivo. 
Per quanto riguarda i servizi l'accesso ai treni è garantito da due banchine poste in posizione periferica ai binari, di cui quella del binario 1 attigua al fabbricato viaggiatori, collegate tramite un sovrappasso pedonale (l'unico presente nelle stazioni dell'intera rete ferroviaria sarda nel 2015) ed entrambe fornite di pensiline. Nel fabbricato viaggiatori sono ospitati alcuni servizi all'utenza, tra cui una sala d'aspetto ed una biglietteria automatica.
- Biglietteria automatica
- Sala d'attesa
- Servizi igienici

## Interscambi
Nell'area del parcheggio della stazione è presente una fermata degli autoservizi ARST, che collegano il centro con i comuni limitrofi, con Cagliari e con l'area industriale di Macchiareddu.
- Fermata autobus